# Eragrostis saresberiensis
Eragrostis saresberiensis är en gräsart som beskrevs av Georg Oskar Edmund Launert. Eragrostis saresberiensis ingår i släktet kärleksgrässläktet, och familjen gräs. Inga underarter finns listade i Catalogue of Life.